# EGA Handicap
De EGA Handicap van de European Golf Association (EGA) is een handicap voor golfers.
Tot 1993 was de handicap gebaseerd op de Standard Scratch Score. Daarna wordt een nieuw handicap systeem geïntroduceerd, gebaseerd op de Course Rating en Slope Rating van de baan: de EGA Handicap. De formule is: playing handicap = (EGA handicap x slope rating van de baan / 113) + course rating van de baan - par van de baan.